# Velleda Cesari
Velleda Cesari, née le 15 février 1920 à Bologne et morte le 4 mai 2003 à Gênes, est une escrimeuse italienne. Elle a été médaillée de bronze olympique et championne du monde au fleuret par équipes.

## Carrière
Cesari a participé quatre fois aux Jeux olympiques, trois fois en individuel et une fois par équipes. Durant sa première apparition, aux Jeux de 1948 à Londres, elle réussit sa meilleure performance individuelle, en se qualifiant pour la poule finale de huit. Mais avec six défaites et une victoire (contre Margit Elek), elle se classe septième de l'épreuve. Durant les jeux suivants, en 1952 et en 1956, elle ne parvient pas à dépasser le stade du premier tour. C'est finalement durant ses derniers Jeux, à domicile, en 1960 à Rome, que Cesari obtient la consécration olympique. Elle dispute trois rencontres avec son équipe, les trois se soldant par une victoire italienne : contre le Venezuela (13 victoires à 3) au premier tour, la Pologne (9-5) en quarts de finale et l'Allemagne (9-2) pour la médaille de bronze. Elle ne dispute pas les rencontres contre l'Union soviétique et la Hongrie, perdues toutes deux. 
Son palmarès olympique se complète de plusieurs médailles par équipes aux championnats du monde. En 1957, à Paris, elle devient championne 
du monde avec l'équipe d'Italie en battant l'Allemagne de l'Ouest en finale. 

## Palmarès
- Jeux olympiques
  -  Médaille de bronze par équipes aux Jeux olympiques de 1960 à Rome

- Championnats du monde d'escrime
  -  Médaille d'or par équipes aux championnats du monde d'escrime 1957 à Paris
  -  Médaille d'argent par équipes aux championnats du monde d'escrime 1954 à Luxembourg
  -  Médaille de bronze par équipes aux championnats du monde d'escrime 1955 à Rome
  -  Médaille de bronze par équipes aux championnats du monde d'escrime 1953 à Bruxelles
  -  Médaille de bronze par équipes aux championnats du monde d'escrime 1952 à Copenhague
  -  Médaille de bronze par équipes aux championnats du monde d'escrime 1947 à Lisbonne